# Schäferspalte im Zimmertal und Enzianerdfall bei Plaue
Schäferspalte im Zimmertal und Enzianerdfall bei Plaue este o arie protejată (arie specială de conservare — SAC, sit de importanță comunitară — SCI) din Germania întinsă pe o suprafață de 0,01 ha, integral pe uscat.

## Localizare
Centrul sitului Schäferspalte im Zimmertal und Enzianerdfall bei Plaue este situat la coordonatele 50°46′59″N 10°52′44″E / 50.7831°N 10.8789°E.

## Înființare
Situl Schäferspalte im Zimmertal und Enzianerdfall bei Plaue a fost declarat sit de importanță comunitară în iunie 2004 pentru a proteja 2 specii de animale. Situl a fost protejat și ca arie specială de conservare în iulie 2008.

## Biodiversitate
Situată în ecoregiunea continentală, aria protejată conține 1 habitat natural: Peșteri inaccesibile publicului.
La baza desemnării sitului se află mai multe specii protejate de  mamifere (2): liliac comun (Myotis myotis), liliacul mic cu potcoavă (Rhinolophus hipposideros)
Pe lângă speciile protejate, pe teritoriul sitului au mai fost identificate 2 specii de mamifere.